# 破浪礁

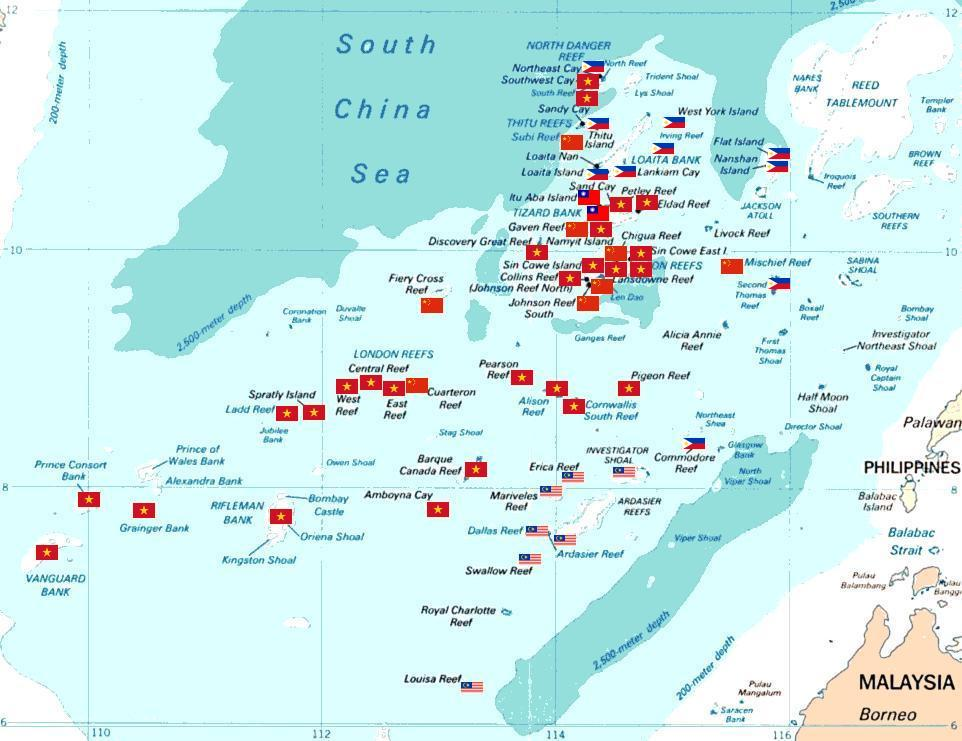
南沙諸島の実効支配状況

破浪礁（英語：Gloucester Breakers）は、南沙諸島の安渡灘の北西部にある暗礁である。
マレーシアが実効支配しているが、中華人民共和国、中華民国（台湾）、フィリピン、ベトナムも主権を主張している。